# 霍羅迪斯拉維奇
49°45′7″N 24°17′41″E / 49.75194°N 24.29472°E
霍羅迪斯拉維奇（羅馬化：Horodyslavychi）是烏克蘭西部利維夫州利維夫區達維迪夫市鎮的村莊，面積2.59平方公里，海拔高度247米，2024年人口315，人口密度每平方公里169.11人。